# Удаление зуба

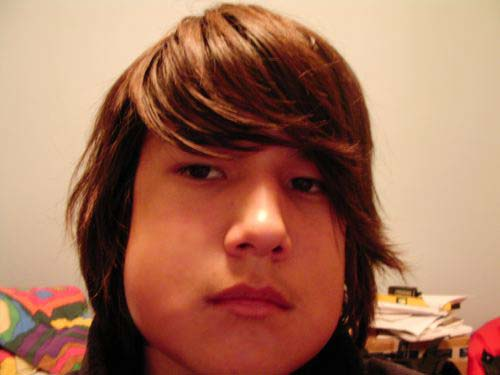
Пример послеоперационного отека после удаления третьего моляра (зубов мудрости).

Удаление зуба — хирургическая операция в стоматологии по экстракции зуба из зубной альвеолы.

## Показания к удалению

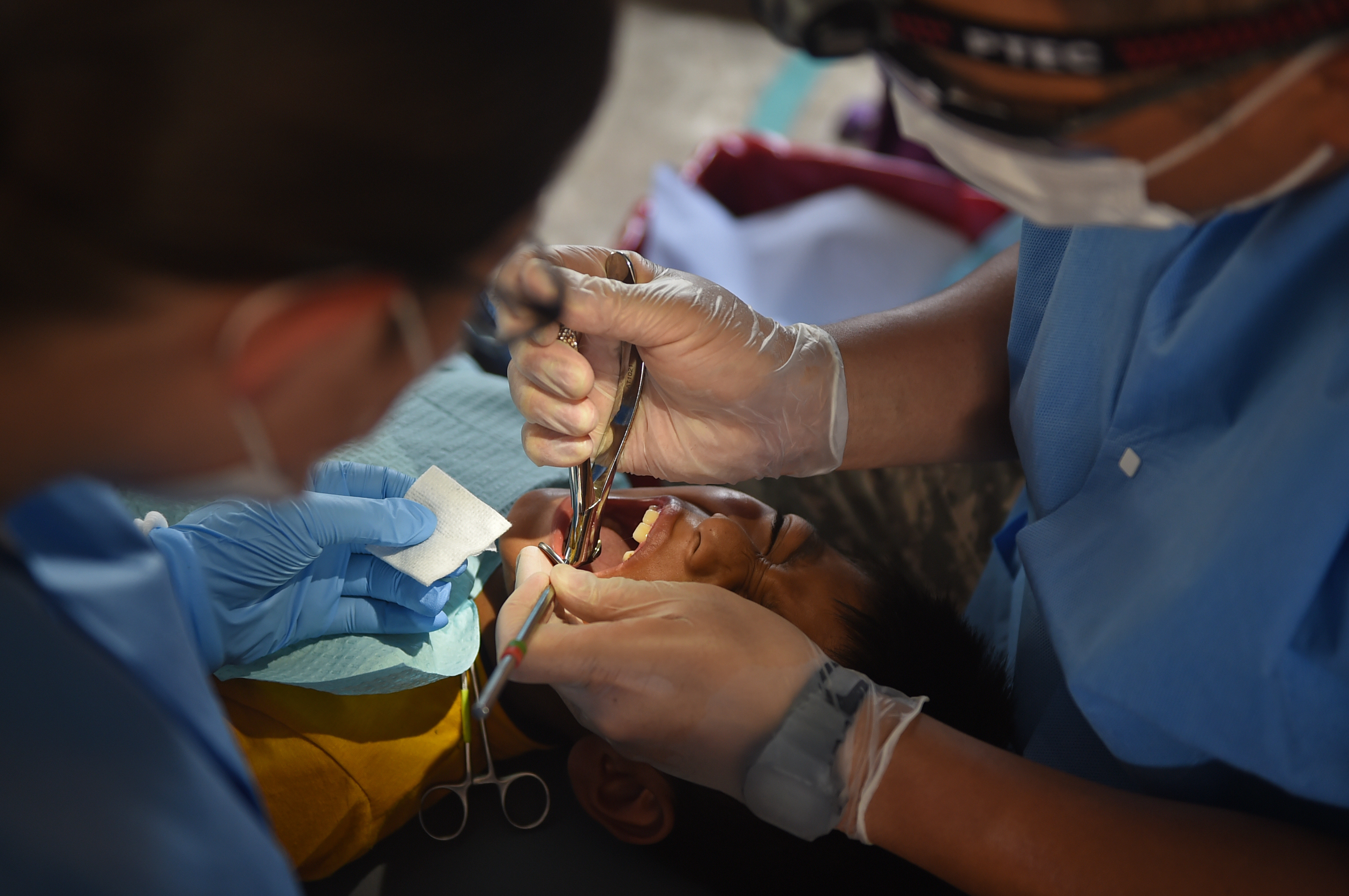
Удаление зуба

Показания к удалению зубов условно делятся на экстренные и плановые. Необходимость экстренного удаления возникает при острых гнойных воспалениях, распространяющихся на кость (периостит, остеомиелит), флегмоны, абсцессы, синуситы, лимфаденит, когда зуб не подлежит консервативному лечению или не представляет функциональной ценности, а также при сильных зубных болях, когда проведение адекватного лечения невозможно при продольном переломе зуба, при переломе коронковой части с обнажением пульпы, если коронку невозможно восстановить путём пломбирования или ортопедического лечения.

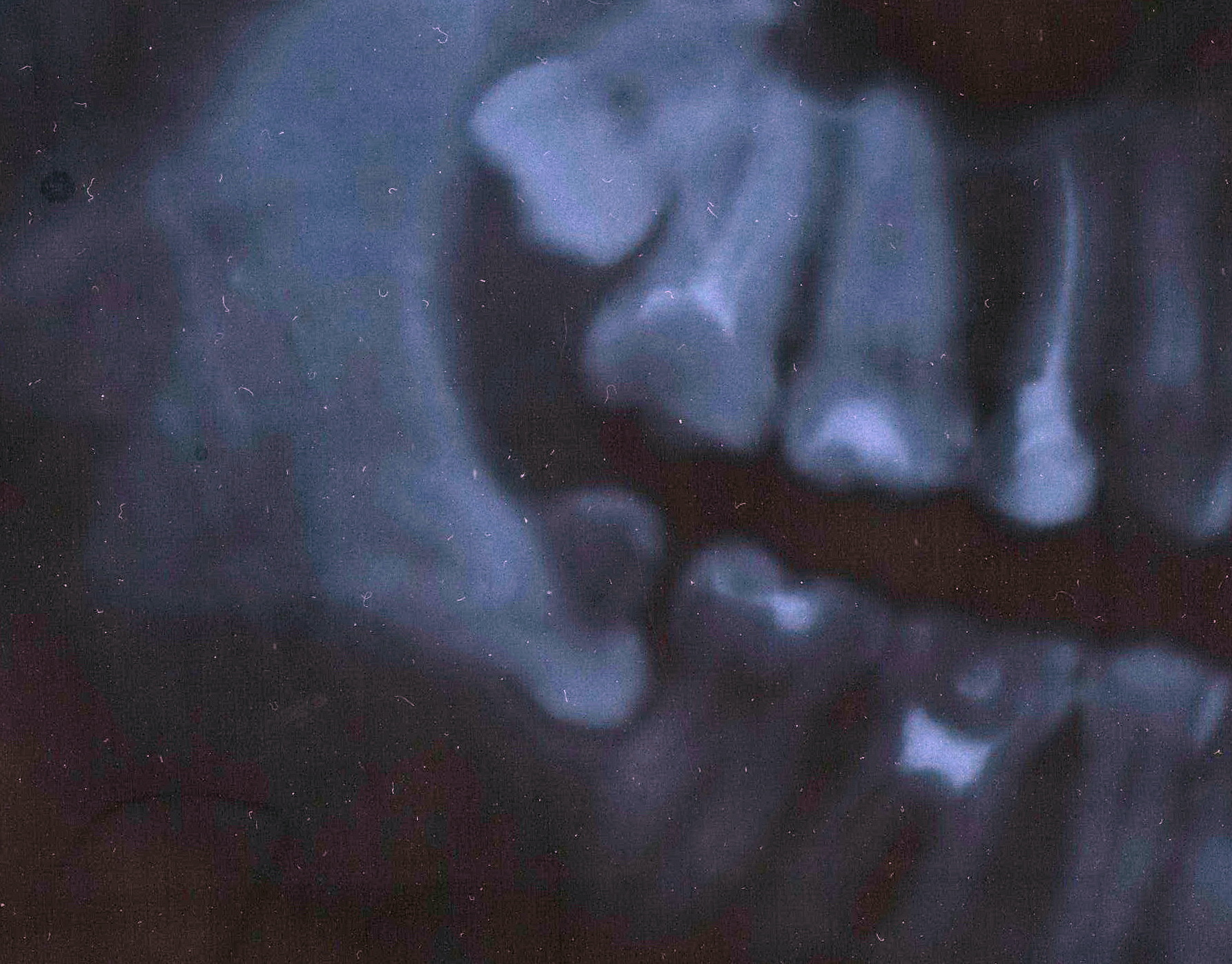
Атипичное (дистопированное) положение зуба мудрости (рентгеновский снимок)

В плановом порядке зуб может быть удалён по следующим показаниям:
- Зубы с непроходимыми корневыми каналами с хроническими околокорневыми периодонтитами, кистами, особенно осложненные гайморитами, невралгиями.
- Невозможность сохранить разрушенный зуб.
- Подвижность зубов третьей и четвёртой степени при пародонтите.
- Атипичное положение зубов мудрости или других зубов, которые травмируют слизистую оболочку, мешают приему пищи и функции речи.
- Сверхкомплектные и ретенированные зубы, вызывающие боль или воспалительные процессы (ретенционные кисты).
- Механическое повреждение зуба (переломы корня).
- Зубы на линии переломов челюстей.
- Опухоли челюсти.
- При проведении ортодонтического лечения (ретенция).
- При проведении ортопедического лечения (одиночные зубы, которые мешают стабилизации протеза).

## Противопоказания

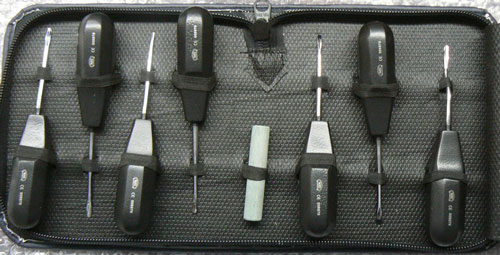
Стоматологические люксаторы.

В некоторых случаях рекомендуют воздержаться от удаления:
- Во время менструации (вследствие плохой свертываемости крови).
- При некоторых острых болезнях (инфаркт миокарда, гипертонический криз, инфекционные заболевания).
- При приёме лекарственных препаратов, снижающих свертываемость крови (например, кардиоаспирин).
- В начальные и конечные месяцы беременности.

У больных с гемофилией удаление зуба должно проводиться в стационаре.

## История

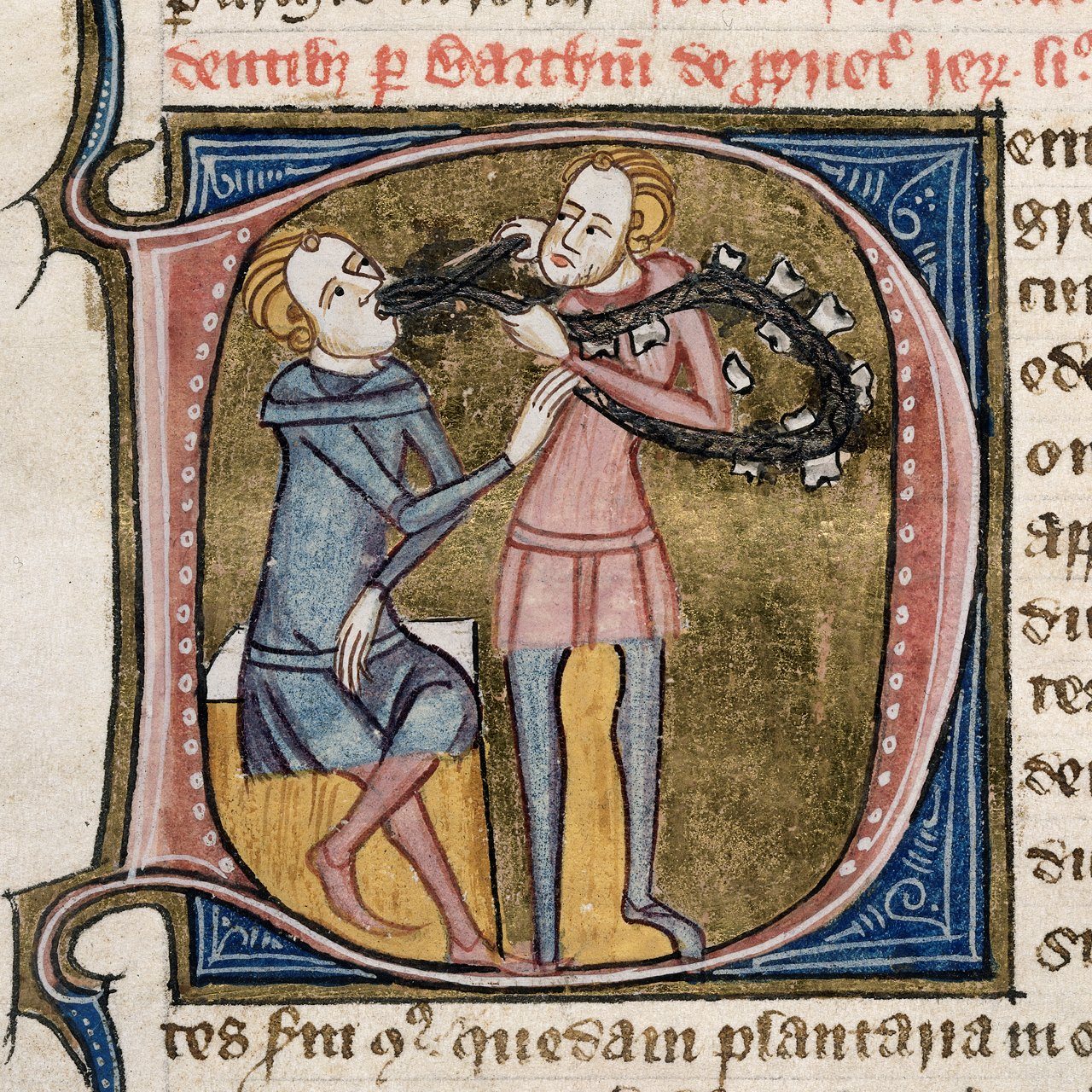
Удаление зуба в Средние века.

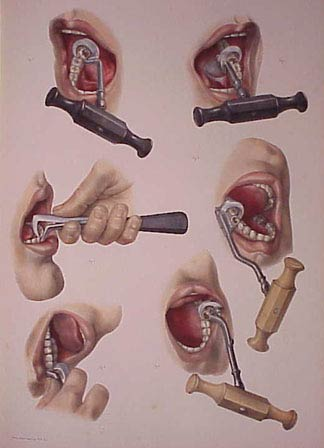
Иллюстрация, демонстрирующая использование зубного ключа для удаления зубов.

Перед открытием антибиотиков хронические инфекции зуба часто связывались с разнообразными проблемами здоровья, и поэтому удаление больного зуба было обычным лечением при различных заболеваниях. Инструменты, используемые для удаления зубов, датируются несколькими столетиями. В XIV веке Гуй де Чолиак изобрёл зубной пеликан, который использовался до конца XVIII века. Пеликан был заменён зубным ключом, который, в свою очередь, был заменён современными щипцами в XX веке. Также известно, что Пётр I умел удалять зубы.

## Техника удаления

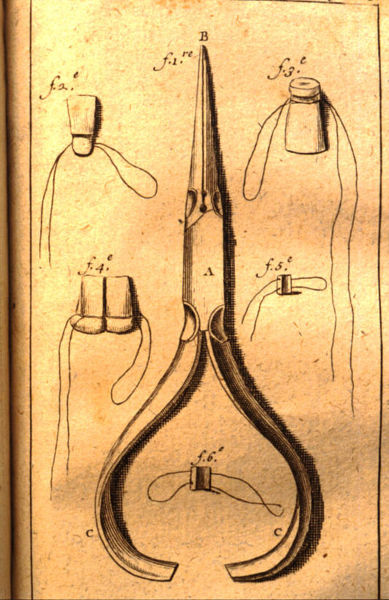
Старинные инструменты для удаления зубов.

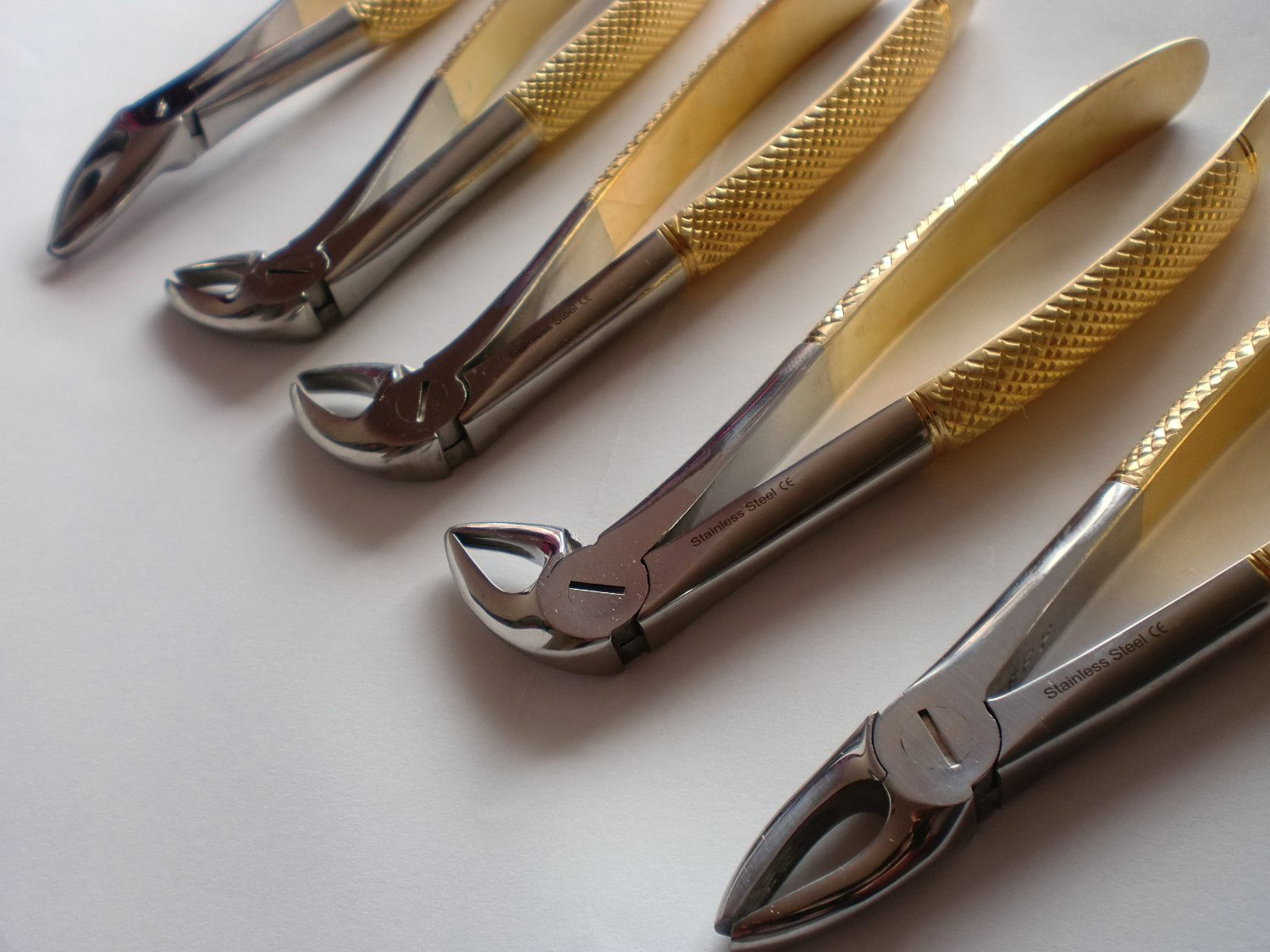
щипцы для удаления зубов

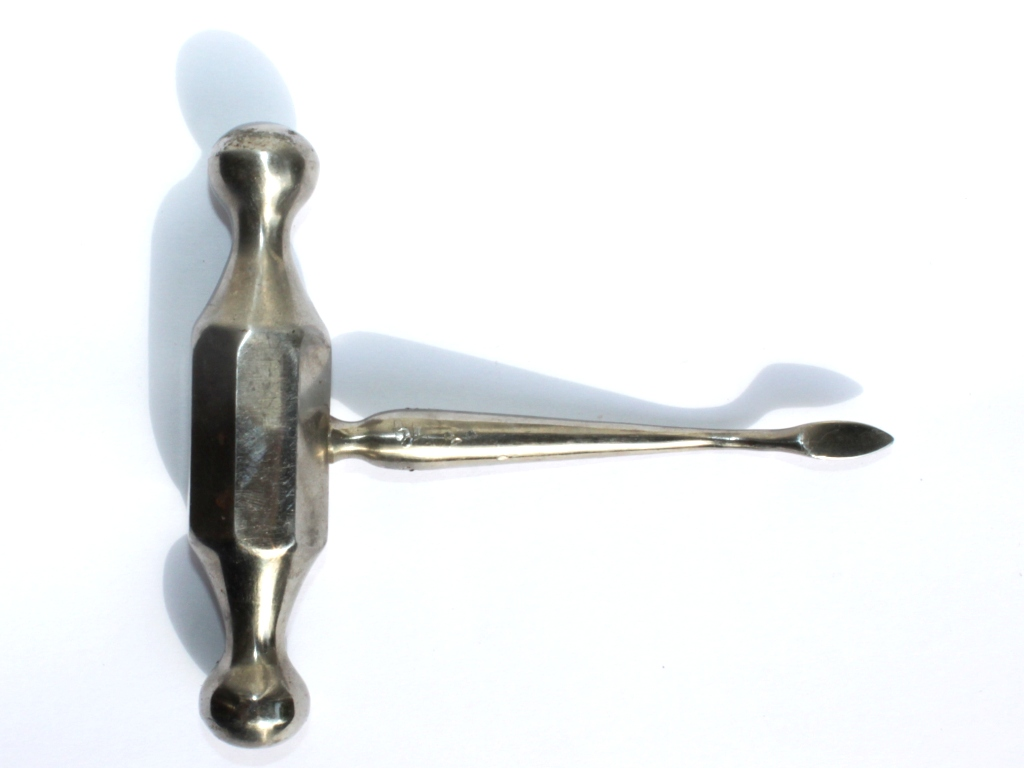
элеватор для удаления корня зуба

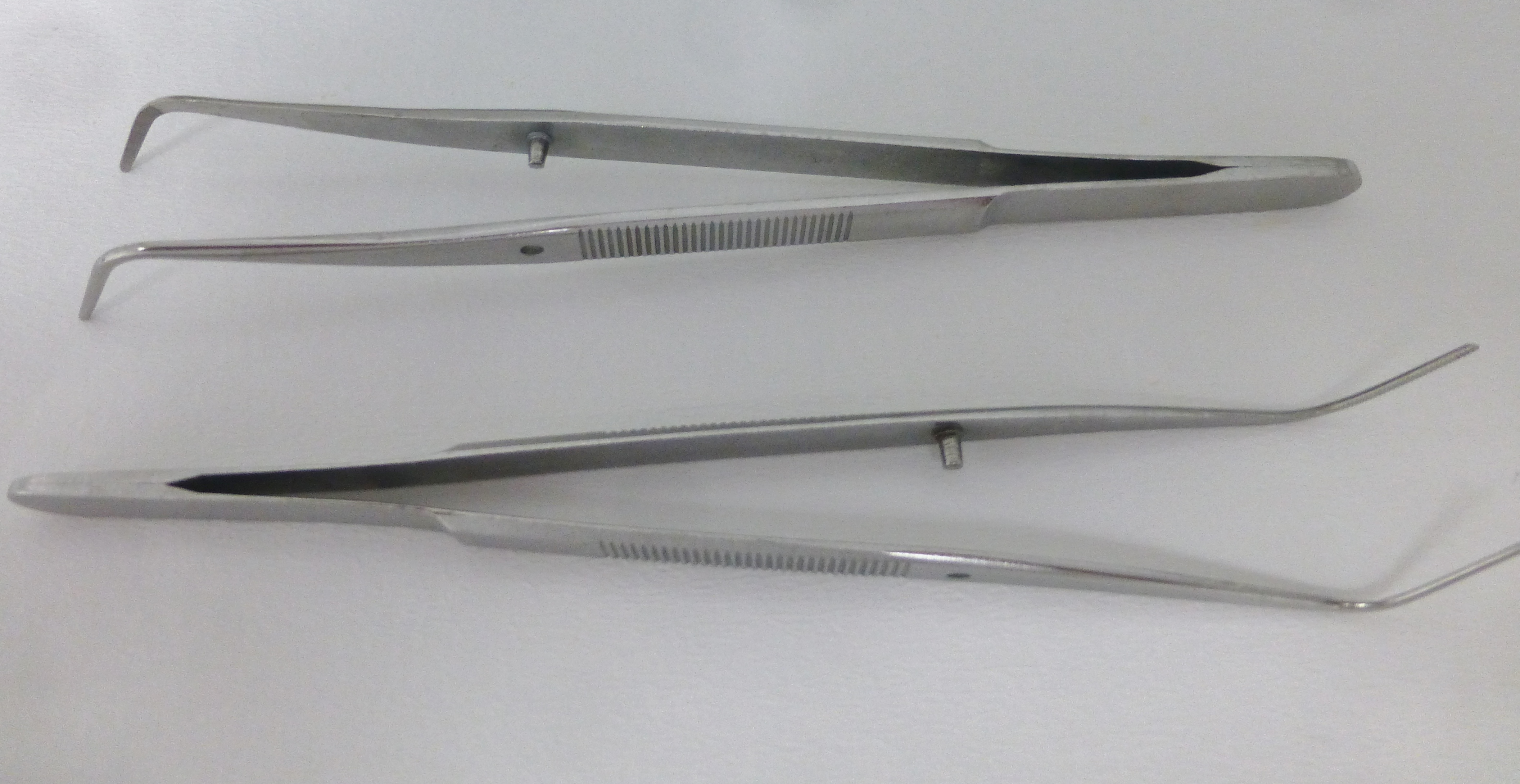
пинцет для вытягивания остатков зуба

Удаления зубов часто по ошибке категоризируются как «простые» и «хирургические». Простые удаления выполняются на зубах, коронки или корни которых хорошо визуализированы и могут быть надёжно зафиксированы щипцами. На самом же деле — само по себе удаление зуба является хирургической операцией, вне зависимости от сложности удаления. Удаление выполняется либо врачом-стоматологом-хирургом, либо иным врачом-стоматологом, при наличии у него сертификата на деятельность в области хирургической стоматологии.
Обычно зуб удаляют, используя зубные щипцы или элеваторы, которыми зуб качают назад и вперед или поворачивают вокруг оси, пока периодонтальная связка не будет достаточно разрушена, а поддерживающая альвеолярная кость будет утрамбована и расширена. Тогда зуб становится достаточно свободным, и его можно удалить.
Щипцы имеют щёчки, которыми захватывают зуб, ручки и замок. Существуют щипцы, предназначенные для удаления определённых групп зубов или их корней. Зубы удаляют щипцами с несходящимися щёчками. Корни удаляют щипцами со сходящимися щечками. Резцы и клыки верхней челюсти удаляют прямыми щипцами. Для удаления премоляров и моляров верхней челюсти используют S-образные щипцы (щипцы типа «байонет»). Резцы нижней челюсти удаляют при помощи изогнутых на 90° щипцов с узкими щечками. Для удаления клыков и премоляров применяют щипцы с широкими щечками, а для моляров — щипцы с шипами, которые заходят между корнями зуба.
Перед тем как удалять зуб, стоматолог должен сделать рентгеновский снимок, чтобы выяснить топографию корней зуба. В обязательном порядке рентгеновский снимок (или по возможности компьютерную томографию) необходимо делать при экстракции так называемых зубов мудрости, сверхкомплектных, ретенированных зубов, а также в детской стоматологии при удалении «задержавшихся» или кариозных молочных зубов.

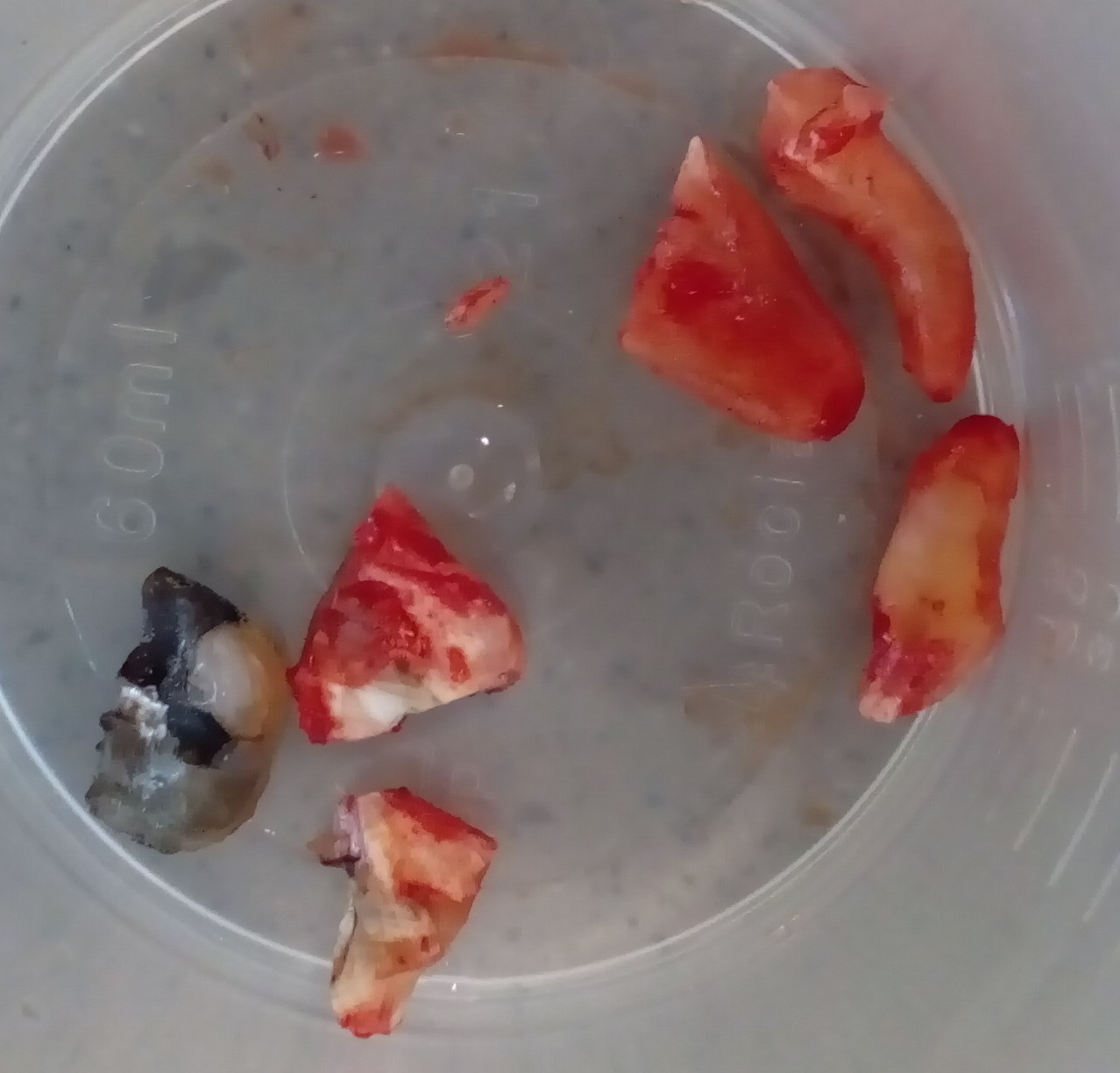
Молярный порез во время хирургического удаления — искривление трёх корней (вверху справа) препятствовало простому удалению

Врач располагается относительно пациента в наиболее удобном положении. При удалении зуба верхней челюсти врач обычно встает справа и несколько спереди от пациента. Голову пациента запрокидывают таким образом, что полость рта оказывается на уровне плеча врача. При удалении зуба на нижней челюсти голову пациента слегка наклоняют вперед. Нижняя челюсть при этом находится на уровне локтя врача.
Простые удаления обычно выполняются под местным обезболиванием.
Удаление зуба обычно включает следующие этапы:
1. Анестезия: используется местная анестезия (инфильтрационная или проводниковая), а также общая седация (удаление в медицинском сне);
2. Само удаление
  - отделение десны от шейки зуба распатором или гладилкой;
  - наложение щипцов на зуб;
  - продвижение щёчек щипцов, их смыкание и фиксация;
  - вывихивание зуба. В зависимости от количества корней проводится либо люксация (качание, проводится на многокорневых зубах), либо ротация (поворот зуба вокруг оси, проводится на однокорневых зубах);
  - извлечение зуба из альвеолы.
3. Наложение швов (при необходимости). Наложение швов ускоряет процесс заживления и предотвращяет попадание инфекции в рану.

Часто многокорневой зуб бормашиной продольно разрезается на части для разделения корней зуба, чтобы провести удаление корней поэтапно.
Хирургическое удаление проводится в тех случаях, когда нельзя легко получить доступ к зубам, которые закрыты слизистой оболочкой или костью — ретенированные и атипично расположенные зубы, апикальные кусочки корней давно удалённых зубов. При хирургическом извлечении хирург может разрезать мягкие ткани, покрывающие зуб, остеотомом удалить часть кости над зубом. Часто зуб бывает нужно разделить на несколько частей, чтобы облегчить его удаление.

### Удаление зуба перед имплантацией
- Атравматичное удаление зуба:

С конца XX века применяется также техника пьезохирургии, или ультразвукового удаления зуба, а также удаления зуба лазером. Это более щадящий метод по сравнению с традиционным, он дает меньше осложнений, применяется для сохранения костной ткани перед имплантацией или для протезирования.
- Удаление зуба с подсадкой костной ткани.
- Одномоментная имплантация зубов, удаление зуба и сразу имплантация.
- Методы имплантации зубов: все на 4, все 6, когда удаляют все оставшиеся зубы и устанавливают условно несъёмные протезы на всю челюсть.

### Пересадка зуба
Удаление двух зубов и последующее приживление здорового зуба (например: зуба мудрости) на месте корня зуба или сильно разрушенного зуба.

### Удаление зуба для выравнивания зубов
Если зубы выросли неправильно и не ровно, иногда, удаляют зуб или 2 зуба, чтобы выровнять зубной ряд.

### Виды удалений зубов
- Полное удаление зуба — удаляется весь органокомплекс вместе с зубным корнем (корнями);
- Резекция зуба — удаляется только верхушка корня, с расположенной на ней кистой или гранулемой;
- Гемисекция зуба — удаляется один корень в многокорневом зубе, с сохранением зубной коронки.

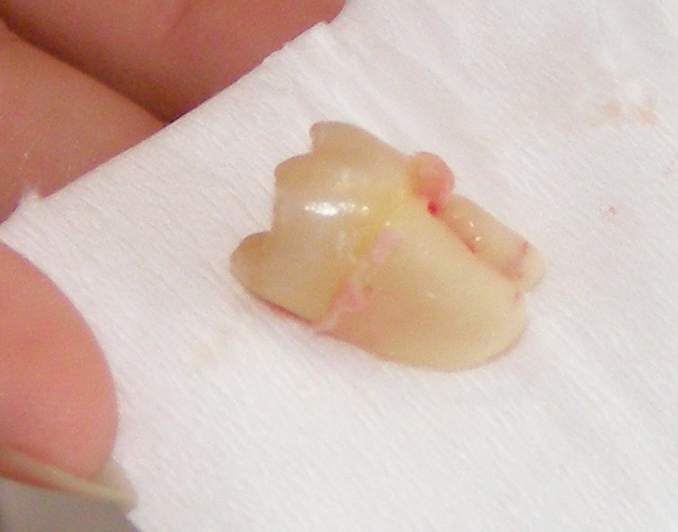
Фотография удалённого зуба.

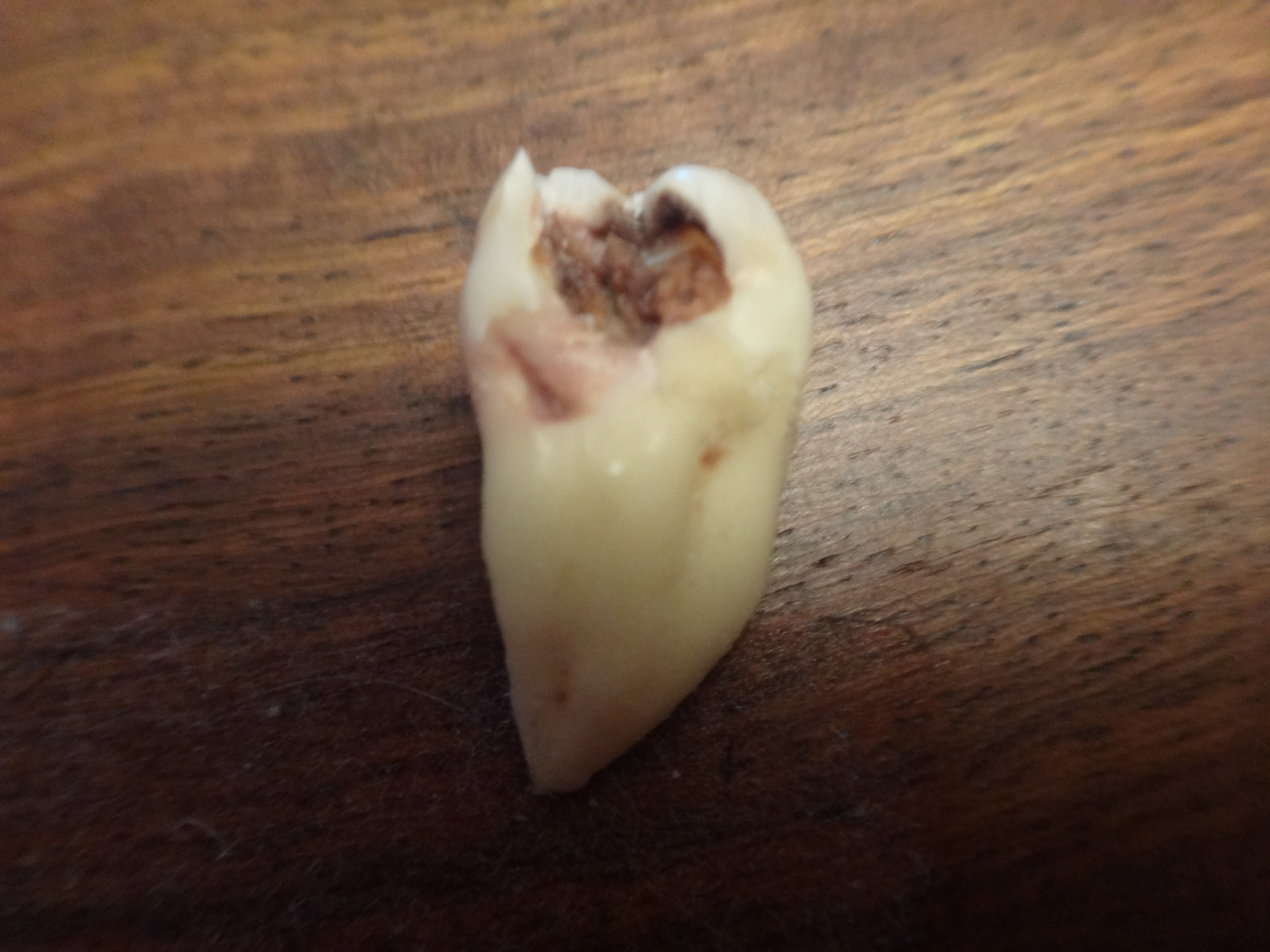
Фото удалённого зуба мудрости левой стороны верхней челюсти. На снимке ясно видна степень поражения кариесом.

## Рекомендации после удаления
- Не касаться области удалённого зуба языком.
- Не рекомендуется принимать алкоголь в течение 3-4 дней, если операция сложная, то неделю, так как алкоголь разжижает кровь, употребление алкоголя с обезболивающими запрещено, так как может привести к смерти.

- Нельзя курить в течение 48 часов.[3]
- Не рекомендуется заниматься активным физическим трудом,
- Нельзя посещать сауну и баню в течение 4 дней.
- Нельзя пить и принимать пищу в течение 3 часов после удаления,
- Нельзя принимать пищу на стороне удалённого зуба.
- Нельзя принимать горячую пищу и напитки в течение 24 часов.
- Нельзя полоскать зубы, чтобы не смыть кровяной сгусток, так как может возникнуть альвеолит лунки в течение 24 часов.
- Рекомендуется воздержаться от чистки зубов в течение 24 часов. По прошествии данного времени необходимо использовать мягкую зубную щетку и «обходить» во время чистки зубов место удаления.
- Нельзя употреблять кроверазжижающие препараты.
- Употреблять мягкую пищу в течение 4 дней.

В случае сильного кровотечения необходимо обратиться к врачу.

## Осложнения

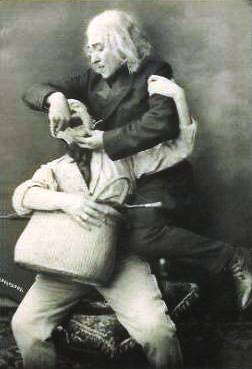
Французская открытка с карикатурой на процедуру удаления зуба

- Альвеолит лунки, или сухая лунка, возникает достаточно часто при несоблюдении правил удаления, рекомендаций врача (что бывает значительно чаще) или неполном удалении зуба (корень при этом остаётся в лунке). При этом сгусток крови, который предотвращает попадание инфекции в лунку, выпадает. Развивается обычно на 2—4 день после удаления зуба. Симптомы: сухая серая лунка, покрытая налётом, неприятный запах, боль в лунке и по переходной складке в проекции лунки удалённого зуба.
- Длительное кровотечение: может быть при гипертонической болезни, менструации или болезнях крови (чаще гемофилии). Может привести к альвеолиту. Стоматолог в своём распоряжении имеет разнообразные средства для остановки кровотечения.
- Вывих или удаление соседнего зуба: происходит в тех случаях, когда врач, пользуясь элеваторами, опирается на соседний одиночный зуб.
- Перелом нижней челюсти: осложнение весьма редкое и бывает при удалении нижних 7—8-х зубов с объёмными кистами под корнем, при остеопорозах, при применении значительной силы в процессе операции удаления зуба.
- Вывих нижней челюсти.
- Проталкивание корня в гайморову пазуху: Показана гайморотомия.
- Сообщение между ротовой полостью и гайморовой пазухой (ороантральное сообщение): бывает при «пневматическом типе верхней челюсти», когда верхушки корней верхних 5—7-х зубов находятся в гайморовой пазухе. Показана пластика слизистой оболочки рта.

## В художественной литературе
- Булгаков М. А. Записки юного врача
- Гамзатов Р. Г. Больные зубы
- Чехов А. П. Хирургия
- Чехов А. П. Лошадиная фамилия
- Маршак С. Я. Зубная быль